# Eisschnelllauf-Mehrkampfeuropameisterschaft 2011
Die 107. Eisschnelllauf-Mehrkampfeuropameisterschaft (36. der Frauen) wurde vom 7. bis 9. Jänner 2011 in der italienischen Ortschaft Klobenstein (italienisch Collalbo) in der Gemeinde Ritten ausgetragen.

## Teilnehmende Nationen
- 52 Athleten, 23 Frauen und 29 Männer, nahmen an der Meisterschaft teil. Insgesamt waren 18 Nationen vertreten.

| Teilnehmende Nationen (Frauen/Männer)                                                       | Teilnehmende Nationen (Frauen/Männer)                                                          | Teilnehmende Nationen (Frauen/Männer)                                                 |
| ------------------------------------------------------------------------------------------- | ---------------------------------------------------------------------------------------------- | ------------------------------------------------------------------------------------- |
| Österreich (1/1) Belgien (0/1) Belarus (1/1) Tschechien (3/1) Dänemark (1/0) Finnland (0/1) | Frankreich (0/2) Deutschland (3/2) Ungarn (1/0) Italien (0/3) Lettland (0/1) Niederlande (4/4) | Norwegen (3/3) Polen (3/3) Rumänien (0/1) Russland (3/2) Schweiz (0/1) Schweden (0/2) |

## Wettbewerb
Bei der Mehrkampfeuropameisterschaft geht es über jeweils vier Distanzen. Die Frauen laufen 500, 3000, 1500 und 5000 Meter und die Männer 500, 5000, 1500 und 10.000 Meter. Jede gelaufene Einzelstreckenzeit wird in Sekunden auf 500 Meter heruntergerechnet und addiert. Die Summe ergibt die Gesamtpunktzahl. Die zwölf besten Frauen und Männer nach drei Strecken werden für die letzte Distanz zugelassen. Meister wird, wer nach vier Strecken die niedrigste Gesamtpunktzahl erlaufen hat.

### Frauen

#### Endstand Kleiner Vierkampf
- Zeigt die zwölf Finalteilnehmerinnen über 5000 Meter
  - Die Zahl in Klammern gibt die Platzierung je Einzelstrecke an, fett gedruckt die jeweils Schnellste.

| Rang | Name                  | 500 Meter  | Pkt.   | 3000 Meter   | Pkt.   | 1500 Meter   | Pkt.   | 5000 Meter   | Pkt.    | Gesamt- punkte |
| ---- | --------------------- | ---------- | ------ | ------------ | ------ | ------------ | ------ | ------------ | ------- | -------------- |
| 1    | Martina Sáblíková     | 40,31 (5)  | 40,310 | 4:11,36 (1)  | 41,893 | 2:00,37 (2)  | 40,123 | 7:07,78 (1)  | 42,778  | 165,104        |
| 2    | Ireen Wüst            | 40,49 (6)  | 40,490 | 4:13,40 (2)  | 42,223 | 1:59,61 (1)  | 39,870 | 7:18,70 (2)  | 43,870  | 166,463        |
| 3    | Marrit Leenstra       | 39,98 (2)  | 39,980 | 4:17,66 (3)  | 42,943 | 2:00,95 (3)  | 40,316 | 7:28,06 (6)  | 44,806  | 168,045        |
| 4    | Diane Valkenburg      | 41,05 (10) | 41,050 | 4:19,51 (4)  | 43,251 | 2:01,49 (4)  | 40,496 | 7:24,69 (3)  | 44,469  | 169,266        |
| 5    | Jorien Voorhuis       | 40,56 (7)  | 40,560 | 4:21,04 (6)  | 43,506 | 2:02,04 (5)  | 40,680 | 7:28,48 (7)  | 44,848  | 169,594        |
| 6    | Jekaterina Lobyschewa | 40,13 (3)  | 40,130 | 4:24,08 (8)  | 44,013 | 2:02,70 (6)  | 40,900 | 7:36,44 (10) | 45,644  | 170,687        |
| 7    | Mari Hemmer           | 41,71 (14) | 41,710 | 4:20,95 (5)  | 43,491 | 2:05,86 (14) | 41,953 | 7:26,62 (4)  | 44,662  | 171,816        |
| 8    | Ida Njåtun            | 40,75 (9)  | 40,750 | 4:24,29 (10) | 44,048 | 2:05,45 (12) | 41,816 | 7:35,37 (9)  | 45,537  | 172,151        |
| 9    | Luiza Złotkowska      | 41,20 (12) | 41,200 | 4:25,15 (12) | 44,191 | 2:05,43 (11) | 41,810 | 7:31,49 (8)  | 45,149  | 172,350        |
| 10   | Karolína Erbanová     | 39,29 (1)  | 39,290 | 4:31,54 (19) | 45,256 | 2:03,88 (7)  | 41,293 | 7:56,37 (12) | 47,637  | 173,476        |
| 11   | Anna Rokita           | 41,98 (15) | 41,980 | 4:23,21 (7)  | 43,868 | 2:09,82 (19) | 43,273 | 7:27,40 (5)  | 447,740 | 173,861        |
| 12   | Julija Skokowa        | 40,27 (4)  | 40,270 | 4:31,44 (18) | 45,240 | 2:04,05 (8)  | 41,350 | 7:53,77 (11) | 47,377  | 174,237        |

#### 500 Meter
| Platz | Name                  | Land        | Zeit  | Punkte |
| ----- | --------------------- | ----------- | ----- | ------ |
| 1     | Karolína Erbanová     | Tschechien  | 39,29 | 39,290 |
| 2     | Marrit Leenstra       | Niederlande | 39,98 | 39,980 |
| 3     | Jekaterina Lobyschewa | Russland    | 40,13 | 40,130 |
| 4     | Julija Skokowa        | Russland    | 40,27 | 40,270 |
| 5     | Martina Sáblíková     | Tschechien  | 40,31 | 40,310 |
| 6     | Ireen Wüst            | Niederlande | 40,49 | 40,490 |
| 7     | Jorien Voorhuis       | Niederlande | 40,56 | 40,560 |
| 7     | Hege Bøkko            | Norwegen    | 40,56 | 40,560 |
| 9     | Ida Njåtun            | Norwegen    | 40,75 | 40,750 |
| 10    | Diane Valkenburg      | Niederlande | 41,05 | 41,050 |
|       |                       |             |       |        |
| 15    | Anna Rokita           | Österreich  | 41,98 | 41,980 |
| 17    | Jennifer Bay          | Deutschland | 42,08 | 42,080 |
| 18    | Isabell Ost           | Deutschland | 42,16 | 42,160 |
| 21    | Bente Kraus           | Deutschland | 43,20 | 43,200 |

#### 3000 Meter
| Platz | Name                  | Land        | Zeit    | Punkte |
| ----- | --------------------- | ----------- | ------- | ------ |
| 1     | Martina Sáblíková     | Tschechien  | 4:11,36 | 41,893 |
| 2     | Ireen Wüst            | Niederlande | 4:13,40 | 42,223 |
| 3     | Marrit Leenstra       | Niederlande | 4:17,66 | 42,943 |
| 4     | Diane Valkenburg      | Niederlande | 4:19,51 | 43,251 |
| 5     | Mari Hemmer           | Norwegen    | 4:20,95 | 43,491 |
| 6     | Jorien Voorhuis       | Niederlande | 4:21,04 | 43,506 |
| 7     | Anna Rokita           | Österreich  | 4:23,21 | 43,868 |
| 8     | Jekaterina Lobyschewa | Russland    | 4:24,08 | 44,013 |
| 9     | Jennifer Bay          | Deutschland | 4:24,15 | 44,025 |
| 10    | Ida Njåtun            | Norwegen    | 4:24,29 | 44,048 |
|       |                       |             |         |        |
| 11    | Isabell Ost           | Deutschland | 4:24,98 | 44,163 |
| 15    | Bente Kraus           | Deutschland | 4:29,49 | 44,915 |

#### 1500 Meter
| Platz | Name                  | Land        | Zeit    | Punkte |
| ----- | --------------------- | ----------- | ------- | ------ |
| 1     | Ireen Wüst            | Niederlande | 1:59,61 | 39,870 |
| 2     | Martina Sáblíková     | Tschechien  | 2:00,37 | 40,123 |
| 3     | Marrit Leenstra       | Niederlande | 2:00,95 | 40,316 |
| 4     | Diane Valkenburg      | Niederlande | 2:01,49 | 40,496 |
| 5     | Jorien Voorhuis       | Niederlande | 2:02,04 | 40,680 |
| 6     | Jekaterina Lobyschewa | Russland    | 2:02,70 | 40,900 |
| 7     | Karolína Erbanová     | Tschechien  | 2:03,88 | 41,293 |
| 8     | Julija Skokowa        | Russland    | 2:04,05 | 41,350 |
| 9     | Jekaterina Schichowa  | Russland    | 2:04,40 | 41,466 |
| 10    | Hege Bøkko            | Norwegen    | 2:04,85 | 41,616 |
|       |                       |             |         |        |
| 13    | Isabell Ost           | Deutschland | 2:05,58 | 41,860 |
| 16    | Jennifer Bay          | Deutschland | 2:07,01 | 42,336 |
| 18    | Bente Kraus           | Deutschland | 2:09,10 | 43,033 |
| 19    | Anna Rokita           | Österreich  | 2:09,82 | 43,273 |

#### 5000 Meter
| Platz | Name                  | Land        | Zeit    | Punkte |
| ----- | --------------------- | ----------- | ------- | ------ |
| 1     | Martina Sáblíková     | Tschechien  | 7:07,78 | 42,778 |
| 2     | Ireen Wüst            | Niederlande | 7:18,70 | 43,870 |
| 3     | Diane Valkenburg      | Niederlande | 7:24,69 | 44,469 |
| 4     | Mari Hemmer           | Norwegen    | 7:26,62 | 44,662 |
| 5     | Anna Rokita           | Österreich  | 7:27,40 | 44,740 |
| 6     | Marrit Leenstra       | Niederlande | 7:28,06 | 44,806 |
| 7     | Jorien Voorhuis       | Niederlande | 7:28,48 | 44,848 |
| 8     | Luiza Złotkowska      | Polen       | 7:31,49 | 45,149 |
| 9     | Ida Njåtun            | Norwegen    | 7:35,37 | 45,537 |
| 10    | Jekaterina Lobyschewa | Russland    | 7:36,44 | 45,644 |

### Männer

#### Endstand Großer Vierkampf
- Zeigt die zwölf Finalteilnehmer über 10.000 Meter.
  - Die Zahl in Klammern gibt die Platzierung je Einzelstrecke an, fett gedruckt der jeweils Schnellste.

| Rang | Name                  | 500 Meter  | Pkt.   | 5000 Meter   | Pkt.   | 1500 Meter   | Pkt.   | 10.000 Meter  | Pkt.   | Gesamt- punkte |
| ---- | --------------------- | ---------- | ------ | ------------ | ------ | ------------ | ------ | ------------- | ------ | -------------- |
| 1    | Iwan Skobrew          | 36,67 (5)  | 36,670 | 6:30,01 (1)  | 39,001 | 1:52,52 (2)  | 37,506 | 13:39,80 (1)  | 40,990 | 154,167        |
| 2    | Jan Blokhuijsen       | 36,33 (2)  | 36,330 | 6:32,21 (4)  | 39,221 | 1:52,95 (5)  | 37,650 | 13:41,44 (3)  | 41,072 | 154,273        |
| 3    | Koen Verweij          | 36,56 (3)  | 36,560 | 6:30,49 (2)  | 39,049 | 1:53,07 (6)  | 37,690 | 13:47,79 (4)  | 41,389 | 154,688        |
| 4    | Wouter Olde Heuvel    | 37,12 (9)  | 37,120 | 6:31,14 (3)  | 39,114 | 1:52,72 (3)  | 37,573 | 13:40,18 (2)  | 41,009 | 154,816        |
| 5    | Håvard Bøkko          | 36,65 (4)  | 36,650 | 6:32,70 (5)  | 39,270 | 1:52,12 (1)  | 37,373 | 13:51,16 (5)  | 41,558 | 154,851        |
| 6    | Sverre Lunde Pedersen | 37,17 (10) | 37,170 | 6:38,12 (7)  | 39,812 | 1:53,85 (8)  | 37,950 | 14:16,16 (6)  | 42,808 | 157,740        |
| 7    | Alexis Contin         | 37,76 (17) | 37,760 | 6:39,08 (8)  | 39,908 | 1:53,99 (9)  | 37,996 | 14:16,62 (7)  | 42,831 | 158,495        |
| 8    | Konrad Niedźwiedzki   | 36,04 (1)  | 36,040 | 6:54,67 (17) | 41,467 | 1:54,06 (12) | 38,020 | 14:30,75 (10) | 43,537 | 159,064        |
| 9    | Pawel Bainow          | 36,96 (6)  | 36,960 | 6:49,74 (15) | 40,974 | 1:53,76 (7)  | 37,920 | 14:25,72 (9)  | 43,286 | 159,140        |
| 10   | Henrik Christiansen   | 38,20 (22) | 38,200 | 6:41,21 (9)  | 40,121 | 1:54,62 (14) | 38,206 | 14:17,24 (8)  | 42,862 | 159,389        |
| 11   | Renz Rotteveel        | 37,37 (13) | 37,370 | 6:37,51 (6)  | 39,751 | 1:55,90 (23) | 38,633 | 14:33,83 (11) | 43,691 | 159,445        |
| 12   | Enrico Fabris         | 37,23 (11) | 37,230 | 6:43,06 (10) | 40,306 | 1:54,69 (16) | 38,230 | DNS           | -      | 920,000        |

#### 500 Meter
| Platz | Name                  | Land        | Zeit  | Punkte |
| ----- | --------------------- | ----------- | ----- | ------ |
| 1     | Konrad Niedźwiedzki   | Polen       | 36,04 | 36,040 |
| 2     | Jan Blokhuijsen       | Niederlande | 36,33 | 36,330 |
| 3     | Koen Verweij          | Niederlande | 36,56 | 36,560 |
| 4     | Håvard Bøkko          | Norwegen    | 36,65 | 36,650 |
| 5     | Iwan Skobrew          | Russland    | 36,67 | 36,670 |
| 6     | Pawel Bainow          | Russland    | 36,96 | 36,960 |
| 7     | Joel Eriksson         | Schweden    | 36,98 | 36,980 |
| 8     | Zbigniew Bródka       | Polen       | 37,05 | 37,050 |
| 9     | Wouter Olde Heuvel    | Niederlande | 37,12 | 37,120 |
| 10    | Sverre Lunde Pedersen | Norwegen    | 37,17 | 37,170 |
|       |                       |             |       |        |
| 12    | Robert Lehmann        | Deutschland | 37,29 | 37,290 |
| 20    | Tobias Schneider      | Deutschland | 37,81 | 37,810 |
| 27    | Roger Schneider       | Schweiz     | 39,32 | 39,320 |
| 28    | Christian Pichler     | Österreich  | 39,36 | 39,360 |

#### 5000 Meter
| Platz | Name                  | Land        | Zeit    | Punkte |
| ----- | --------------------- | ----------- | ------- | ------ |
| 1     | Iwan Skobrew          | Russland    | 6:30,01 | 39,001 |
| 2     | Koen Verweij          | Niederlande | 6:30,49 | 39,049 |
| 3     | Wouter Olde Heuvel    | Niederlande | 6:31,14 | 39,114 |
| 4     | Jan Blokhuijsen       | Niederlande | 6:32,21 | 39,221 |
| 5     | Håvard Bøkko          | Norwegen    | 6:32,70 | 39,270 |
| 6     | Renz Rotteveel        | Niederlande | 6:37,51 | 39,751 |
| 7     | Sverre Lunde Pedersen | Norwegen    | 6:38,12 | 39,812 |
| 8     | Alexis Contin         | Frankreich  | 6:39,08 | 39,908 |
| 9     | Henrik Christiansen   | Norwegen    | 6:41,21 | 40,121 |
| 10    | Enrico Fabris         | Italien     | 6:43,06 | 40,306 |
|       |                       |             |         |        |
| 13    | Robert Lehmann        | Deutschland | 6:48,57 | 40,857 |
| 21    | Tobias Schneider      | Deutschland | 6:57,58 | 41,758 |
| 22    | Roger Schneider       | Schweiz     | 6:57,60 | 41,760 |
| 27    | Christian Pichler     | Österreich  | 7:02,42 | 42,242 |

#### 1500 Meter
| Platz | Name                  | Land        | Zeit    | Punkte |
| ----- | --------------------- | ----------- | ------- | ------ |
| 1     | Håvard Bøkko          | Norwegen    | 1:52,12 | 37,373 |
| 2     | Iwan Skobrew          | Russland    | 1:52,52 | 37,506 |
| 3     | Wouter Olde Heuvel    | Niederlande | 1:52,72 | 37,573 |
| 4     | Zbigniew Bródka       | Polen       | 1:52,89 | 37,630 |
| 5     | Jan Blokhuijsen       | Niederlande | 1:52,95 | 37,650 |
| 6     | Koen Verweij          | Niederlande | 1:53,07 | 37,690 |
| 7     | Pawel Bainow          | Russland    | 1:53,76 | 37,920 |
| 8     | Sverre Lunde Pedersen | Norwegen    | 1:53,85 | 37,950 |
| 9     | Alexis Contin         | Frankreich  | 1:53,99 | 37,996 |
| 9     | Bart Swings           | Belgien     | 1:53,99 | 37,996 |
|       |                       |             |         |        |
| 15    | Tobias Schneider      | Deutschland | 1:54,68 | 38,226 |
| 21    | Robert Lehmann        | Deutschland | 1:55,18 | 38,393 |

#### 10.000 Meter
| Platz | Name                  | Land        | Zeit     | Punkte |
| ----- | --------------------- | ----------- | -------- | ------ |
| 1     | Iwan Skobrew          | Russland    | 13:39,80 | 40,990 |
| 2     | Wouter Olde Heuvel    | Niederlande | 13:40,18 | 41,009 |
| 3     | Jan Blokhuijsen       | Niederlande | 13:41,44 | 41,072 |
| 4     | Koen Verweij          | Niederlande | 13:47,79 | 41,389 |
| 5     | Håvard Bøkko          | Norwegen    | 13:51,16 | 41,558 |
| 6     | Sverre Lunde Pedersen | Norwegen    | 14:16,16 | 42,808 |
| 7     | Alexis Contin         | Frankreich  | 14:16,62 | 42,831 |
| 8     | Henrik Christiansen   | Norwegen    | 14:17,24 | 42,862 |
| 9     | Pawel Bainow          | Russland    | 14:25,72 | 43,286 |
| 10    | Konrad Niedźwiedzki   | Polen       | 14:30,75 | 43,537 |